# 兵庫県道374号下来住平荘線
兵庫県道374号下来住平荘線（ひょうごけんどう374ごう しもきしへいそうせん）は、兵庫県小野市から加古川市に至る一般県道である。

## 概要
小野市来住町から加古川市平荘町磐に至る。

### 路線データ
- 起点：小野市来住町（兵庫県道118号小野志方線交点）
- 終点：加古川市平荘町磐（兵庫県道375号平荘市場線交点）
- 総延長：6.637 km

## 地理

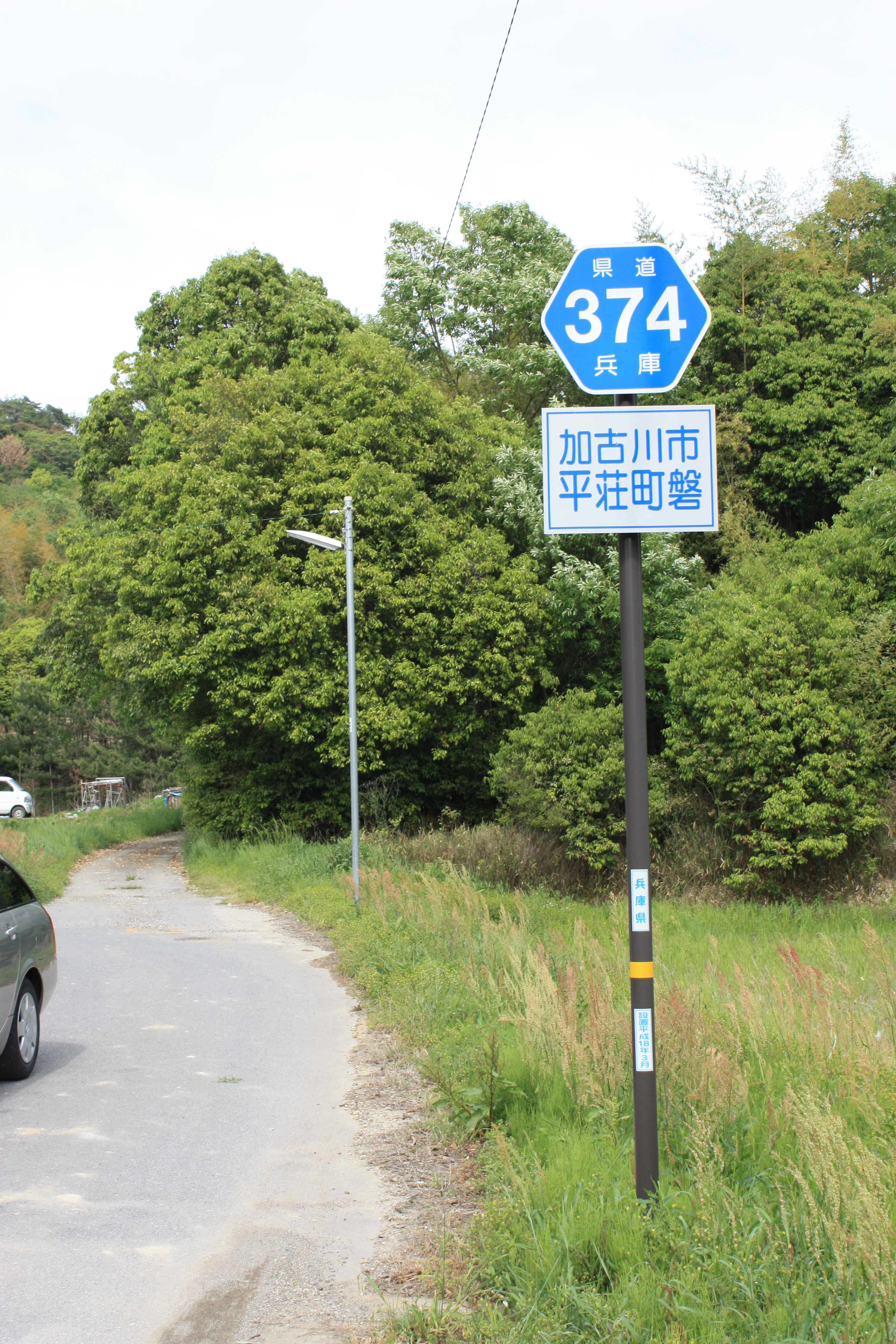
兵庫県道374号 終点付近

### 通過する自治体
- 小野市
- 加古川市

### 交差する道路
| 交差する道路            | 市町村名 | 交差する場所 | 交差する場所 |
| ----------------------- | -------- | ------------ | ------------ |
| 兵庫県道118号小野志方線 | 小野市   | 来住町       | 起点         |
| 通行不能区間            |          |              |              |
| 兵庫県道375号平荘市場線 | 加古川市 | 平荘町磐     | 終点         |

### 沿線
- 小野市立来住小学校（起点付近）